# كيبانا
كيبانا برنامج متاح المصدر،  للوحة التحكم (أو القيادة) أصدرته شركة إلاستيك تحت ترخيص الإصدار 2 من الرخصة المجانية لأباتشي ( Apache Free License) لتصوير البيانات المعالجة من طرف إلاستيك سيرش، ويتفرع عن كيبانا  في أوبن سيرش (OpenSearch) البرنامج  أوبن سيرش داشبورد (OpenSearch Dashboards) المجاني والمفتوح المصدر.

## بعض الخصائص
يوفر كيبانا إمكانات تصويرالبيانات بناء على المحتوى المفهرس في عنقود إلاستيك سيرش فيمكن المستخدمين من إنشاء مخططات شريطية أو خطية أو نقاط مبعثرة أو مخططات دائرية أوخرائط باستعمال  كميات كبيرة من البيانات.
يوفر كيبانا أيضًا أداة عرض يُطلق عليها اسم كانفاس (Canvas) ، والتي تتيح للمستخدمين ما يلي :
- إنشاء مساحة عمل وإضفاء الطابع الشخصي عليها باستخدام الخلفيات والحدود والألوان والخطوط والمزيد من التخصيصات.
- تخصيص لوحة العمل الخاصة بالمستخدم باستخدام المرئيات الخاصة به مثل الصور والنصوص.
- سحب البيانات مباشرة من إلاستيك سيرش ثم عرضها حسب الشكل المراد : مخططات، رسوم بيانية وشاشات تقدم و غيرها.[10]

- التركيز على البيانات التي يُراد عرضها باستخدام المرشحات لتصفية النتائج.

في ديسمبر 2019 ، قدمت شركة إلاستيك منتج  كيبانا لنس (Kibana Lens) الذي يُسهل على مستخدمي كيبانا استكشاف بياناتهم  فهو يزيل الحاجة إلى فهم مصطلحات إلاستيك سيرش المعقدة ويضع بين أيديهم في المقابل واجهة مستخدم مبسطة يمكن للجميع استخدامها إذ يمكن لأي مستخدم لكيبانا البدء في اكتساب رؤى لبياناته ببساطة عن طريق سحب الحقول وإفلاتها ومشاهدة معاينة  ثم الاستفادة من الاقتراحات الذكية من لنس لاستكشاف تصورات أخرى ممكنة للبيانات واختيار المناسب منها.

## تغيير الترخيص
في 21 كانون الثاني (يناير) من عام 2021 ، أعلنت شركة إلاستيك عن تغيير في الترخيص لمشروعي إلاستيك سيرش وكيبانا حيث نقلتهما من الرخصة المجانية لأباتشي 2.0 إلى الترخيص العام من جانب الخادم أو أس أس بي أل (SSPL : Server Side Public License ) وهو ترخيص متغير مملوك لترخيص رخصة جنو أفيرو العمومية (AGPL)، رغم أبقاء إمكانية الوصول المجاني إلى الكود المصدري. وكرد فعل سريع قام مسؤولو خدمات أمازون ويب بإنشاء تفرع مفتوح المصدر لـ أوبن سيرش (OpenSearch) و أوبن سيرش داشبورد (Dashboards OpenSearch) يستندان إلى الإصدار 7.10.2 لكل من إلاستيك سيرش وكيبانا.